# Isoglossengemeinschaft
Die Isoglossengemeinschaft ist ein Begriff der historischen Linguistik, der einen verstreut lebenden Stamm oder Stammesverband bezeichnet, der sich mehrerer Varietäten einer Sprache bediente.
Der Terminus wird meistens im Zusammenhang mit den Indoeuropäern verwendet.

## Quelle
- Reallexikon der Germanischen Altertumskunde. Band 29,  S. 76, online.